# Комкор
О бренде телекоммуникационных услуг см. Комкор (бренд)
Комкор — воинское звание высшего командного состава в Красной армии. Сокращение от «командир корпуса». Выше комдива, ниже командарма 2-го ранга и жаргонное название должности командира корпуса в ВС СССР и России. Также служебная категория (фактически воинские звание) в РККА в 1918 — 1935 годах.

## История
Введено Постановлением ЦИК СССР и СНК СССР от 22 сентября 1935 года «О введении персональных военных званий начальствующего состава РККА».
Всего звание комкор было присвоено 146 лицам. Значительная часть первых советских комкоров (59) была репрессирована в 1937—1938 годах. При переаттестации в 1940 году один комкор получил звание генерал армии (Г. К. Жуков), 51 звание генерал-лейтенант, а 6 звание генерал-майор. Ещё один комкор Петровский, Леонид Григорьевич получил звание генерал-лейтенант в 1941 году.
| Род войск                                       | Соответствующее звание/должность |
| В командном составе                             | В командном составе |
| ----------------------------------------------- | --- |
| Народный комиссариат внутренних дел СССР        | Комиссар государственной безопасности 3-го ранга, введённое постановлением ЦИК СССР и СНК СССР от 7 октября 1935 года (военнослужащие пограничных и внутренних войск НКВД имели воинские звания, принятые в РККА) Инспектор милиции |
| Военно-Морской Флот СССР                        | Флагман 1-го ранга |
| В начальствующем составе                        | |
| в сухопутных и военно-воздушных силах           | коринженер |
| в военно-морских силах                          | инженер-флагман 1-го ранга |
| в военно-политическом составе всех родов войск  | корпусной комиссар |
| в военно-хозяйственном составе всех родов войск | коринтендант |
| в военно-юридическом составе всех родов войск   | корвоенюрист |
| в военно-медицинском составе всех родов войск   | корврач |
| в военно-ветеринарном составе всех родов войск  | корветврач |

## Знаки различия
Знаки различия комкора — три тёмно-красных «ромба» в петлицах, три шеврона на рукаве и так далее.
- Знаки различия комкора в петлицах шинели
- Знаки различия комкора в петлицах на гимнастерке и кителе
- Петличный знак комкора авиации РККА
- Знаки различия комкора на рукаве

## Присвоения

### 1935
Приказом народного комиссара обороны СССР от 20.11.1935 № 2395 По личному составу армии присвоено:
- Алафузо Михаилу Ивановичу. Расстрелян 13.07.1937. Реабилитирован 22.11.1960.;
- Антонюку Максиму Андреевичу[2], в 1938 году находился под следствием[3], позже восстановлен в рядах РККА, переаттестован в генерал-лейтенанты;
- Апанасенко Иосифу Родионовичу, повышен до командарма 2-го ранга, переаттестован в генерал-полковники, повышен до генерала армии, погиб в Великой Отечественной войне;
- Аппоге Эрнесту Фрицевичу. Расстрелян 28.11.1937. Реабилитирован 18.04.1956.;
- Базилевичу Георгию Дмитриевичу. Расстрелян 3.03.1939. Реабилитирован 27.07.1955.;
- Баторскому Михаилу Александровичу. Расстрелян 8.02.1938. Реабилитирован 24.08.1957.;
- Богомягкову Степану Николаевичу, арестован в 1938 году, в июле 1941 года осуждён на 10 лет ИТЛ, отбыл срок, скончался в сентябре 1966 года;
- Василенко Матвею Ивановичу. Расстрелян 1.07.1937. Реабилитирован 28.11.1956.;
- Великанову Михаилу Дмитриевичу, повышен до командарма 2-го ранга, расстрелян в 1938 году;
- Гайлиту Яну Петровичу. Расстрелян 1.08.1938. Реабилитирован 26.11.1956.;
- Гарькавому Илье Ивановичу. Расстрелян 01.07.1937, реабилитирован 12.12.1956.;
- Германовичу Маркиану Яковлевичу. Расстрелян 20.09.1937. Реабилитирован 6.04.1957.;
- Гиттису Владимиру Михайловичу. Расстрелян 22.08.1938. Реабилитирован 2.06.1956.;
- Горбачёву Борису Сергеевичу. Расстрелян 3.07.1937. Определением ВКВС от 14.03.1956 реабилитирован;
- Городовикову Оке Ивановичу, повышен в звании до командарма 2-го ранга, переаттестован в генерал-полковники;
- Грибову Сергею Ефимовичу. Расстрелян 29.07.1938 г., реабилитирован 21.04.1956г. ;
- Грязнову Ивану Кенсориновичу. Расстрелян 29.07.1938. Реабилитирован 5.05.1956. ;
- Ефимову Николаю Алексеевичу. Расстрелян 14.08.1937. Реабилитирован 9.02.1957.;
- Зонбергу Жану Фрицевичу. Расстрелян 1.09.1938. Реабилитирован 30.06.1956.;
- Ингаунису Феликсу Антоновичу. Расстрелян 28.07.1938. Реабилитирован 2.06.1956.;
- Калмыкову Михаилу Васильевичу. Расстрелян 16.04.38, реабилитирован 19.05.1956г.;
- Ковтюху Епифану Иовичу. Расстрелян 29.07.1938. Реабилитирован 22.02.1956. ;
- Косогову Ивану Дмитриевичу. Расстрелян 1.08.1938. Реабилитирован 18.04.1956.;
- Криворучко Николаю Николаевичу. Расстрелян 19.08.1938. Реабилитирован 11.04.1956.;
- Кулику Григорию Ивановичу, повышен в звании до командарма 2-го ранга, затем до командарма 1-го ранга, стал Маршалом Советского Союза, в 1942 году разжалован до генерал-майора, арестован в 1947 году и расстрелян в 1950 году;
- Кутякову Ивану Семёновичу. Расстрелян 28.07.1937, реабилитирован 15.03.1956.;
- Лаврову Василию Константиновичу. Расстрелян 29.07.1938. Реабилитирован 30.07.1956.;
- Лапину Альберту Яновичу. Арест 17.05.1937, 21.09.1937 покончил жизнь самоубийством в тюрьме.;
- Лацису Яну Яновичу. Умер от естественных причин.;
- Левичеву Василию Николаевичу. Расстрелян 26.11.1937, реабилитирован 28.07.1956;
- Лисовскому Николаю Васильевичу, арестован в 1938 году, в июле 1941 году осуждён на 10 лет ИТЛ и 5 лет поражения в правах, повторно осуждён на 10 лет ссылки в 1950 году, освобождён из ссылки в конце августа 1954 года, реабилитирован в апреле 1955 года, умер 18 февраля 1957 года, посмертно переаттестован в генерал-лейтенанты в 1957 году;
- Локтионову Александру Дмитриевичу, повышен до командарма 2-го ранга, переаттестован в генерал-полковники, арестован 19.06.1941, расстрелян 28 октября 1941 года;
- Лонгве Роману Войцеховичу, расстрелян в 1938 году;
- Меженинову Сергею Александровичу, расстрелян в 1937 году;
- Мулину Валентину Михайловичу, расстрелян в 1938 году;
- Петину Николаю Николаевичу, расстрелян в 1937 году;
- Примакову Виталию Марковичу, расстрелян в 1937 году;
- Пугачёву Семёну Андреевичу, арестован в 1938 году, в 1939 году осуждён на 15 лет ИТЛ и 5 лет поражения в правах, умер в 23 марта 1943 года в заключении;
- Путне Витовту Казимировичу, расстрелян в 1937 году;
- Сангурскому Михаилу Владимировичу, расстрелян в 1938 году;
- Смолину Ивану Ивановичу, расстрелян в 1937 году;
- Соколову Владимиру Николаевичу, расстрелян в 1939 году;
- Стороженко Алексею Алексеевичу, расстрелян в 1938 году;
- Тимошенко Семёну Константиновичу, повышен в звании до командарма 2-го ранга, затем до командарма 1 ранга, стал Маршалом Советского Союза, в ходе Великой Отечественной войны на высших командных должностях, командующий фронтами;
- Тодорскому Александру Ивановичу, арестован в 1938 году, в 1939 году осуждён на 15 лет ИТЛ, в 50-х реабилитирован и восстановлен в армии с присвоением звания генерал-лейтенанта, умер в 1965 году;
- Туровскому Семёну Абрамовичу, расстрелян в 1937 году;
- Урицкому Семёну Петровичу, расстрелян в 1938 году;
- Фельдману Борису Мироновичу, расстрелян в 1937 году;
- Фесенко Дмитрию Семёновичу, расстрелян в 1937 году;
- Хрипину Василию Владимировичу, расстрелян в 1938 году;
- Чайковскому Касьяну Александровичу, арестован 21.05.1937 года, умер в тюрьме в 1938 году;
- Эйдеману Роберту Петровичу, расстрелян в 1937 году.

Приказом народного комиссара обороны СССР от 21.11.1935 № 2398 По личному составу армии присвоено:
- Вайнеру Леониду Яковлевичу, расстрелян в 1937 году;
- Геккеру Анатолию Ильичу, расстрелян в 1937 году.

Приказом народного комиссара обороны СССР от 23.11.1935 № 2412 По личному составу армии присвоено:
- Зотову Степану Андреевичу, умер в 1938 году;
- Стуцке Кириллу Андреевичу, расстрелян в 1937 году.

Приказом народного комиссара обороны СССР от 26.11.1935 № 2484 По личному составу армии присвоено:
- Лепину Эдуарду Давыдовичу, расстрелян в 1938 году;

29.11.1935 присвоено:
- Фриновскому Михаилу Петровичу, повышен до командарма 1-го ранга, расстрелян в 1940 году.

### 1936
15.02.1936 присвоено:
- Куйбышеву Николаю Владимировичу, расстрелян в 1938 году;
- Хаханьяну Григорию Давидовичу, расстрелян в 1939 году;

17.02.1936 присвоено:
- Угрюмову Леонтию Яковлевичу, расстрелян в 1937 году;

19.02.1936 присвоено:
- Ткачёву Ивану Фёдоровичу, расстрелян в 1938;

16.04.1936 присвоено:
- Восканову Гаспару Карапетовичу, расстрелян в 1937 году;

31.05.1936 присвоено:
- Нейману Константину Августовичу, расстрелян в 1937 году;

### 1937
08.06.1937 присвоено:
- Ефремову Михаилу Григорьевичу, повышен до командарма 2-го ранга, переаттестован в генерал-лейтенанты, во время Великой Отечественной войны на высших командных должностях, командующий армиями и фронтом, находясь в окружении был тяжело ранен и застрелился;

20.06.1937 присвоено:
- Воронову Николаю Николаевичу, повышен до командарма 2-го ранга, переаттестован в генерал-полковники артиллерии, в годы Великой Отечественной войны на руководящих должностях в артиллерии и ПВО, Главный маршал артиллерии (1944);
- Павлову Дмитрию Григорьевичу, повышен до командарма 2-го ранга, переаттестован в генерал-полковники танковых войск, повышен до генерала армии, в начале Великой Отечественной войны командующий Западным фронтом, за разгром фронта отстранён от должности, арестован 04.07.1941, расстрелян;
- Смушкевичу Якову Владимировичу, повышен до командарма 2-го ранга, переаттестован в генерал-лейтенанты авиации, арестован 08.06.1941, расстрелян;

04.07.1937 присвоено:
- Пумпуру Петру Ивановичу, переаттестован в генерал-лейтенанты авиации, арестован 31.05.1941, расстрелян в 1942 году;

13.08.1937 присвоено:
- Софронову Георгию Павловичу, переаттестован в генерал-лейтенанты, во время Великой Отечественной войны на высших командных должностях, командующий армиями;

28.11.1937 присвоено:
- Петровскому Леониду Григорьевичу, в 1938 году уволен из РККА, восстановлен в ноябре 1940 года. Во время Великой Отечественной войны погиб в бою 17 августа 1941 году,  генерал-лейтенант (31 июля 1941 года);
- Брянских Петру Алексеевичу. Расстрелян 29.08.1938. Реабилитирован 9.04.1955.;

31.12.1937 присвоено:
- Смирнову Илье Корниловичу, переаттестован в генерал-лейтенанты, в ходе Великой Отечественной войны на высших командных должностях, командующий армиями.

### 1938
08.01.1938 присвоено:
- Голикову Филиппу Ивановичу, переаттестован в генерал-лейтенанты, в ходе Великой Отечественной войны на высших командных должностях, командующий армиями и фронтами, Маршал Советского Союза (1961);
- Ковалёву Михаилу Прокофьевичу, повышен до командарма 2-го ранга, переаттестован в генерал-лейтенанты, во время Великой Отечественной войны командующий Забайкальским фронтом, генерал-полковник (1943);

04.02.1938 присвоено:
- Магеру Максиму Петровичу, арестован 21.09.1938, освобождён в 1940 году, 04.04.1941, расстрелян;
- Горячеву Елисею Ивановичу, застрелился в 1938 году;

19.02.1938 присвоено:
- Штерну Григорию Михайловичу, повышен до командарма 2-го ранга, переаттестован в генерал-полковники, арестован 07.06.1941, расстрелян;

20.02.1938 присвоено:
- Астахову Фёдору Алексеевичу, переаттестован в генерал-лейтенанты авиации, в ходе Великой Отечественной войны на высших командных и руководящих должностях в ВВС и ГВФ, маршал авиации (1944);

22.02.1938 присвоено:
- Калинину Степану Андриановичу, повышен до командарма 2-го ранга, переаттестован в генерал-лейтенанты, во время Великой Отечественной войны на высших командных должностях, командующий армиями, арестован в 1944, осуждён на 25 лет ИТЛ, в 50-х реабилитирован, восстановлен в армии и отправлен в отставку (1954);
- Качалову Владимиру Яковлевичу, повышен до командарма 2-го ранга, переаттестован в генерал-лейтенанты, во время Великой Отечественной войны на высших командных должностях, командующий армиями, погиб в бою;
- Коневу Ивану Степановичу, повышен до командарма 2-го ранга, переаттестован в генерал-лейтенанты, в ходе Великой Отечественной войны на высших командных должностях, командующий армиями и фронтами, Маршал Советского Союза (1944);
- Мерецкову Кириллу Афанасьевичу, повышен до командарма 2-го ранга, переаттестован в генералы армии, с 23 июня по сентябрь 1941 года под арестом, освобождён, в ходе Великой Отечественной войны на высших командных должностях, командующий армиями и фронтами, Маршал Советского Союза (1944);
- Птухину Евгению Саввичу, переаттестован в генерал-лейтенанты авиации, в ходе Великой Отечественной войны начальник ВВС ЮЗФ, арестован 27 июня 1941, расстрелян в 1942;
- Сазонтову Андрею Яковлевичу, расстрелян в 1938;
- Степанову Максиму Осиповичу, арестован в 1938 году, осуждён в 1939 году на 20 лет ИТЛ и пять лет поражения в правах, умер в 1945 году в заключении;
- Тюленеву Ивану Владимировичу, повышен до командарма 2-го ранга, переаттестован в генералы армии, в ходе Великой Отечественной войны на высших командных должностях, командующий армиями и фронтами;
- Хмельницкому Рафаилу Павловичу, переаттестован в генерал-лейтенанты, в начале Великой Отечественной войны командовал корпусом, затем начальник выставки образцов трофейного вооружения;
- Хозину Михаилу Семёновичу, повышен до командарма 2-го ранга, переаттестован в генерал-лейтенанты, во время Великой Отечественной войны на высших командных должностях, командующий армиями и фронтами, генерал-полковник (1943);
- Шелухину Петру Семёновичу, переаттестован в генерал-майоры авиации, в ходе Великой Отечественной войны занимался подготовкой кадров, генерал-лейтенант авиации (1944);

04.04.1938 присвоено:
- Яковлеву Всеволоду Фёдоровичу, повышен до командарма 2-го ранга, переаттестован в генерал-лейтенанты;

13.04.1938 присвоено:
- Бондарю Георгию Иосифовичу. Расстрелян 10.03.1939. Реабилитирован 25.06.1955.;

14.06.1938 присвоено:
- Филатову Петру Михайловичу, переаттестован в генерал-лейтенанты, во время Великой Отечественной войны на высших командных должностях, командующий армиями, погиб в Великой Отечественной войне;

15.07.1938 присвоено:
- Ершакову Филиппу Афанасьевичу, переаттестован в генерал-лейтенанты, во время Великой Отечественной войны на высших командных должностях, командующий армиями, попал в плен, погиб в плену в 1942 году.

### 1939
05.02.1939 присвоено:
- Верёвкину-Рахальскому Николаю Андреевичу, переаттестован в генерал-лейтенанты, на руководящей работе в области учебных заведений;

09.02.1939 присвоено:
- Болдину Ивану Васильевичу, повышен до командарма 2-го ранга, переаттестован в генерал-лейтенанты, во время Великой Отечественной войны на высших командных должностях, командующий армиями, генерал-полковник (1944);
- Захаркину Ивану Григорьевичу, повышен до командарма 2-го ранга, переаттестован в генерал-лейтенанты, во время Великой Отечественной войны на высших командных должностях, командующий армиями, генерал-полковник (1943);
- Захарову Матвею Васильевичу, переаттестован в генерал-майоры, во время Великой Отечественной войны на высших штабных должностях, начальник штаба ряда фронтов, Маршал Советского Союза (1959);
- Круглякову Тимофею Петровичу, переаттестован в генерал-майоры, во время Великой Отечественной войны на командных должностях в ПВО, затем командир корпуса, затем запасной дивизии;
- Кузнецову Василию Ивановичу, переаттестован в генерал-лейтенанты, во время Великой Отечественной войны на высших командных должностях, командующий армиями, генерал-полковник (1943);
- Курдюмову Владимиру Николаевичу, повышен до командарма 2-го ранга, переаттестован в генерал-лейтенанты, во время Великой Отечественной войны на высших командных должностях, командующий армиями;
- Пуркаеву Максиму Алексеевичу, переаттестован в генерал-лейтенанты, во время Великой Отечественной войны на высших командных и штабных должностях, командующий армиями и фронтами, генерал армии (1944);
- Ремезову Фёдору Никитичу, переаттестован в генерал-лейтенанты, в ходе Великой Отечественной войны на высших командных должностях, командующий армиями;
- Семашко Валентину Владиславовичу, переаттестован в генерал-майоры, во время Великой Отечественной войны на штабных должностях, арестован 10.04.1942, освобождён в 1946 году;
- Сивкову Аркадию Кузьмичу, переаттестован в генерал-лейтенанты артиллерии, в ходе Великой Отечественной войны на командных и штабных должностях, погиб в Великой Отечественной войне;
- Смородинову Ивану Васильевичу, повышен до командарма 2-го ранга, переаттестован в генерал-лейтенанты, во время Великой Отечественной войны на высших штабных должностях в Генштабе, генерал-полковник (1941);
- Чуйкову Василию Ивановичу, переаттестован в генерал-лейтенанты, в ходе Великой Отечественной войны на высших командных должностях, командующий армиями, Маршал Советского Союза (1955);
- Шевалдину Трифону Ивановичу, переаттестован в генерал-лейтенанты, в годы Великой Отечественной войны на высших командных должностях, командующий армиями;

09.04.1939 присвоено:
- Воробьёву Сергею Ильичу, переаттестован в генерал-лейтенанты береговой службы;
- Мушнову Иннокентию Степановичу, переаттестован в генерал-лейтенанты береговой службы;

31.07.1939 присвоено:
- Жукову Георгию Константиновичу, переаттестован в генералы армии, в ходе Великой Отечественной войны на высших командных и штабных должностях, командующий фронтами, Маршал Советского Союза (1943);

13.08.1939 присвоено:
- Грендалю Владимиру Давыдовичу, повышен до командарма 2-го ранга, переаттестован в генерал-полковники артиллерии, внёс колоссальный вклад в развитие советской артиллерии, умер от рака лёгких в 1940 году;
- Попову Маркиану Михайловичу, переаттестован в генерал-лейтенанты, во время Великой Отечественной войны на высших командных и штабных должностях, командующий армиями и фронтами, генерал армии (1943);

04.11.1939 присвоено:
- Бобкину Леониду Васильевичу, переаттестован в генерал-майоры, во время Великой Отечественной войны на командных должностях, погиб в Великой Отечественной войне;
- Ватутину Николаю Фёдоровичу, переаттестован в генерал-лейтенанты, во время Великой Отечественной войны на высших командных и штабных должностях, командующий фронтами, генерал армии (1943), погиб в Великой Отечественной войне;
- Герасименко Василию Филипповичу, переаттестован в генерал-лейтенанты, во время Великой Отечественной войны на высших командных должностях, командующий армиями;
- Духанову Михаилу Павловичу, переаттестован в генерал-майоры, во время Великой Отечественной войны на высших командных должностях, командующий армиями, генерал-лейтенант (1943]);
- Ерёменко, Андрею Ивановичу, переаттестован в генерал-лейтенанты, в годы Великой Отечественной войны на высших командных должностях, командующий армиями и фронтами, Маршал Советского Союза (1955);
- Иванову Фёдору Сергеевичу, переаттестован в генерал-лейтенанты, во время Великой Отечественной войны на высших командных должностях, командующий армиями, арестован в 1942 году по обвинению в пораженческих настроениях, в 1946 году освобождён, продолжил службу, с 1952 года в запасе;
- Кузнецову Фёдору Исидоровичу, переаттестован в генерал-лейтенанты, повышен до генерал-полковника, во время Великой Отечественной войны на высших командных должностях, командующий армиями и фронтами;
- Лукину Михаилу Фёдоровичу, переаттестован в генерал-лейтенанты, во время Великой Отечественной войны на высших командных должностях, командующий армиями, попал в плен 14.10.1941, после возвращения из плена и спецпроверки восстановлен в РККА и отправлен в отставку (1946);
- Медведеву Никифору Васильевичу, переаттестован в генерал-лейтенанты, во время Великой Отечественной войны на командных должностях;
- Морозову Василию Ивановичу, переаттестован в генерал-лейтенанты, во время Великой Отечественной войны на высших командных должностях, командующий армиями;
- Репину Василию Ивановичу, переаттестован в генерал-лейтенанты;
- Рябышеву Дмитрию Ивановичу, переаттестован в генерал-лейтенанты, во время Великой Отечественной войны на высших командных должностях, командующий армиями и фронтами;
- Смирнову Андрею Кирилловичу, переаттестован в генерал-лейтенанты, во время Великой Отечественной войны на высших командных должностях, командующий армиями, погиб в Великой Отечественной войне;
- Черевиченко Якову Тимофеевичу, переаттестован в генерал-лейтенанты, повышен до генерал-полковника, во время Великой Отечественной войны на высших командных должностях, командующий армиями и фронтами;

23.12.1939 присвоено:
- Фролову Валериану Александровичу, переаттестован в генерал-лейтенанты, во время Великой Отечественной войны на высших командных должностях, командующий армиями и фронтами, генерал-полковник (1943);

31.12.1939 присвоено:
- Соколовскому, Василию Даниловичу, переаттестован в генерал-лейтенанты, во время Великой Отечественной войны на высших командных и штабных должностях, командующий фронтами и начальник штаба ряда фронтов, Маршал Советского Союза (1946);
- Клыкову Николаю Кузьмичу, переаттестован в генерал-лейтенанты;

### 1940
21.02.1940 присвоено:
- Парусинову Филиппу Алексеевичу, переаттестован в генерал-лейтенанты;

14.03.1940 присвоено:
- Масленникову Ивану Ивановичу, переаттестован в генерал-лейтенанты, во время Великой Отечественной войны на высших командных должностях, командующий армиями и фронтами, генерал армии (1944);

21.03.1940 присвоено:
- Парсегову Михаилу Артемьевичу, переаттестован в генерал-лейтенанты артиллерии, во время Великой Отечественной войны на высших командных должностях, командующий армиями и артиллерией ряда фронтов, генерал-полковник артиллерии (1958);
- Гореленко Филиппу Даниловичу, переаттестован в генерал-лейтенанты;
- Денисову Сергею Прокофьевичу, переаттестован в генерал-лейтенанты авиации;
- Пядышеву Константину Павловичу, переаттестован в генерал-лейтенанты, арестован в 1941 году, умер в заключении в 1943 году;
- Чибисову Никандру Евлампиевичу, переаттестован в генерал-лейтенанты;

01.04.1940 присвоено:
- Акимову Степану Дмитриевичу, переаттестован в генерал-лейтенанты;

05.04.1940 присвоено:
- Трубецкому Николаю Иустиновичу, переаттестован в генерал-лейтенанты, арестован 11 июля 1941 года, расстрелян 23.02.1942 года. Реабилитирован 30.09.1955 года;

11.04.1940 присвоено:
- Рычагову Павлу Васильевичу, переаттестован в генерал-лейтенанты авиации, арестован 24.06.1941, расстрелян;
- Арженухину Фёдору Константиновичу, переаттестован в генерал-лейтенанты авиации, арестован 28 июня 1941 года, расстрелян 28.10.1941 года;
- Гусеву Константину Михайловичу, переаттестован в генерал-лейтенанты авиации, арестован 11 июля 1941 года, расстрелян 23.02.1942 года;
- Жигареву Павлу Фёдоровичу, переаттестован в генерал-лейтенанты авиации, в 1953 году присвоено звание Маршал авиации, в 1955 Главный маршал авиации;

26.04.1940 присвоено:
- Жаворонкову Семёну Фёдоровичу, переаттестован в генерал-лейтенанты авиации;

29.04.1940 присвоено:
- Романовскому Владимиру Захаровичу, переаттестован в генерал-лейтенанты;
- Козлову Дмитрию Тимофеевичу, переаттестован в генерал-лейтенанты, во время Великой Отечественной войны на высших командных должностях, командующий армиями и фронтами.